# محمد ناصر (لاعب كرة قدم إماراتي)
محمد ناصر (مواليد 18 مارس 1988) لاعب كرة قدم إماراتي يجيد اللعب في الهجوم .
لعب سابقاً مع أندية العين والشباب و الوصل وبني ياس والفجيرة و عجمان والحمريه .

## روابط خارجية
- محمد ناصر على موقع قاعدة بيانات كرة القدم.إي يو (الإنجليزية)
- محمد ناصر على موقع Soccerway.com (الإنجليزية)